# Bašovce
Bašovce jsou obec na Slovensku v okrese Piešťany ve výběžku Podunajské roviny na nivě Váhu a Dudváhu v nadmořské výšce 165 metrů. Žije v ní 336 obyvatel.

## Historie
Počátky osídlení oblasti obce Bašovce sahají až do mladší doby kamenné. Na katastru obce zde bylo objeveno sídliště volutové kultury. Archeologické nálezy rovněž potvrdily sídliště předvelkomoravského a velkomoravského období.
První písemná zmínka o vesnici se nachází v Zoborské listině z roku 1113, která vymezuje majetek zoborského kláštera. Obec je zde zmiňovaná jako Bessan. Na konci 14. století vesnice patřila k čachtickému panství. V roce 1414 vesnici (spolu s Pobedimí) daroval sedmihradský vojvoda Stibor ze Stibořic nově vzniklému kostelu Narození Panny Marie v Novém Meste nad Váhom. V roce 1920 získala obec současné jméno Bašovce.
Obyvatelé se v minulosti zabývali zejména zemědělstvím. V letech 1976 až 1993 nebyly Bašovce samostatnou obcí. Nejprve (1976–1980) tvořily spolu s Velkým Orvištěm obec Orvište, to bylo v roce 1980 připojenao k Ostrovu. Z něj se Velké Orvište vyčlenilo v roce 1991 a Bašovce o dva roky později.

## Symboly obce
Symboly obce jsou:
- znak – na modrém štítě stříbrná holubice se zelenou ratolestí v zobáčku
- vlajka – ukončena třemi cípy, obsahuje pět pruhů: 2 modré, 2 bílé a 1 zelený

## Pamětihodnosti
Římskokatolický kostel Růžencové Panny Marie z roku 1906. Menší sakrální památkou je sloup svaté Trojice z poloviny 19. století.